# Лугинські дубняки
Лугинські дубняки — лісовий заказник місцевого значення. Об'єкт розташований на території Лугинського району Житомирської області, ДП «Лугинське ЛГ» , Лугинське лісництво, кв. 63, 64, вид. 5, 6, 10, 11, 18, 20, 26; кв. 73, вид. 3, 7, 8, 24; кв. 74, вид. 2.
Площа — 150 га, статус отриманий у 1995 році.
Оголошений з метою охорони та збереження різновікових лісів.
У заказнику зростають значні популяції лікарських рослин: перстач білий, перстач прямостоячий, конвалія звичайна, валеріана, буквиця, суниця лісова.
Зустрічаються комахи занесені до «Червоної книги України» – вусач дубовий великий західний та жук-самітник.
З хижих птахів виявлені шуліка чорний, яструб великий, боривітер, гніздується сова сіра, сова бородата, сплюшка євразійська.